# Dong Fangdžuo
Dong Fangzhuo (kitajščina: 董芳卓; pinjin: Dǒng Fāngzhuó), kitajski nogometaš, * 23. januar 1985, Daljan, Liaoning, Ljudska republika Kitajska.